# 安托万·阿方斯·沙瑟波
安托万·阿方斯·沙瑟波（法語：Antoine Alphonse Chassepot，1833年3月4日—1905年2月5日）是一个法国发明家及枪械工匠。他最著名的成功是发明了沙瑟波步枪。为此他获得法国荣誉军团勋章和三万法郎的奖金。